# Ганнівська волость (Лебединський повіт)
Ганнівська волость — адміністративно-територіальна одиниця Лебединського повіту Харківської губернії.

Найбільші поселення волості станом на 1914 рік:
- село Ганніне — 2810 мешканців;
- село Біликівка — 1144 мешканці;
- село Миколаївка — 1028 мешканців;
- село Сергіївка — 1190 мешканців;
- село Супрунівка — 1550 мешканців.

Старшиною волості був Зимогляд Пантелій Костянтинович, волосним писарем — Масло Василь Іванович, головою волосного суду — Сєдой Андрій Корнійович.